# Daniel Muñoz de la Nava
Daniel Muñoz de la Nava (Madrid, 29 januari 1982) is een Spaanse tennisspeler. Hij heeft nog geen ATP-toernooi gewonnen. Hij stond wel al in een finale van een ATP-toernooi, en dit in het dubbelspel. Hij deed al mee aan een grandslamtoernooi. Hij heeft vier challengers in het enkelspel en zestien challengers in het dubbelspel op zijn naam staan.

## Palmares
| Legenda                       | Legenda               |
| ----------------------------- | --------------------- |
| Grand Slam                    |                       |
| Olympische Spelen             |                       |
| tot 2009                      | vanaf 2009            |
| Tennis Masters Cup            | ATP Finals            |
| ATP Masters Series            | ATP Tour Masters 1000 |
| ATP International Series Gold | ATP Tour 500          |
| ATP International Series      | ATP Tour 250          |

### Palmares enkelspel
| Nr.                  | Datum             | Toernooi  | Ondergrond | Tegenstander in finale  | Score         |
| -------------------- | ----------------- | --------- | ---------- | ----------------------- | ------------- |
| Gewonnen challengers |                   |           |            |                         |               |
| 1.                   | 15 augustus 2011  | Cordenons | Gravel     | Nicolas Pastor          | 6-4, 2-6, 6-2 |
| 2.                   | 12 april 2015     | Napels    | Gravel     | Matteo Donati           | 6-2, 6-1      |
| 3.                   | 14 juni 2015      | Moskou    | Gravel     | Radu Albot              | 6-0, 6-1      |
| 4.                   | 12 september 2015 | Meknes    | Gravel     | Roberto Carballés Baena | 6-4, 6-2      |

### Palmares dubbelspel
| Nr.                              | Datum             | Toernooi     | Ondergrond | Partner                | Tegenstanders in finale                              | Score              |         |
| -------------------------------- | ----------------- | ------------ | ---------- | ---------------------- | ---------------------------------------------------- | ------------------ | ------- |
| verloren finales herendubbel     |                   |              |            |                        |                                                      |                    |         |
| 1.                               | 16 juli 2012      | ATP Hamburg  | Gravel     | Rogério Dutra da Silva | David Marrero Fernando Verdasco                      | 4-6, 3-6           | details |
| Gewonnen challengers herendubbel |                   |              |            |                        |                                                      |                    |         |
| 1.                               | 27 augustus 2007  | Tsjerkasy    | Gravel     | Santiago Ventura       | Sergej Boebka Aleksandr Koedrjavtsev                 | 6-2, 7-64          |         |
| 2.                               | 17 maart 2008     | Meknes       | Gravel     | Alberto Martín         | Michail Jelgin Yuri Schukin                          | 6-4, 62-7, [10-6]  |         |
| 3.                               | 31 maart 2008     | Saint-Brieuc | Gravel (I) | Adrian Cruciat         | Xin-Yuan Yu Shao-Xuan Zeng                           | 4-6, 6-4, [10-4]   |         |
| 4.                               | 5 mei 2008        | Telde        | Gravel     | Daniel Gimeno Traver   | Miguel Angel Lopez Jaen Jose Antonio Sanchez-de Luna | 6-3, 6-1           |         |
| 5.                               | 28 juli 2008      | Timișoara    | Gravel     | Rubén Ramírez Hidalgo  | Adrian Cruciat Florin Mergea                         | 3-6, 6-4, [11-9]   |         |
| 6.                               | 1 september 2008  | Brașov       | Gravel     | David Marrero          | Carlos Poch-Gradin Pablo Santos                      | 6-4, 6-3           |         |
| 7.                               | 28 juni 2010      | Arad         | Gravel     | Sergio Perez-Perez     | Franko Škugor Ivan Zovko                             | 6-4, 6-1           |         |
| 8.                               | 19 juli 2010      | Poznań       | Gravel     | Rui Machado            | James Cerretani Adil Shamasdin                       | 6-2, 6-3           |         |
| 9.                               | 6 september 2010  | Sevilla      | Gravel     | Santiago Ventura       | Nikola Ćirić Guillermo Olaso                         | 6-2, 7-5           |         |
| 10.                              | 27 september 2010 | Napels       | Gravel     | Simone Vagnozzi        | Andreas Haider-Maurer Bastian Knittel                | 1-6, 7-65, [10-6]  |         |
| 11.                              | 18 oktober 2010   | Santiago     | Gravel     | Rubén Ramírez Hidalgo  | Nikola Ćirić Goran Tošić                             | 6-4, 6-2           |         |
| 12.                              | 9 mei 2011        | Zagreb       | Gravel     | Rubén Ramírez Hidalgo  | Mate Pavić Franko Škugor                             | 6-2, 7-610         |         |
| 13.                              | 5 september 2011  | Sevilla      | Gravel     | Rubén Ramírez Hidalgo  | Gerard Granollers Adrián Menéndez Maceiras           | 6-4, 64-7, [13-11] |         |
| 14.                              | 19 maart 2012     | Marrakesh    | Gravel     | Martin Kližan          | Iñigo Cervantes Huegun Federico Delbonis             | 6-3, 1-6, [12-10]  |         |
| 15.                              | 15 maart 2015     | Guangzhou    | Hardcourt  | Oleksandr Nedovjesov   | Fabrice Martin Purav Raja                            | 6-2, 7-5           |         |
| 16.                              | 30 augustus 2015  | Manerbio     | Gravel     | Flavio Cipolla         | Gero Kretschmer Alexander Satschko                   | 7-65, 3-6, [11-9]  |         |

## Resultaten grote toernooien
| Legenda | Legenda                          |
| ------- | -------------------------------- |
| g.t.    | geen toernooi gehouden           |
| l.c.    | lagere categorie                 |
| –       | niet deelgenomen                 |
| G       | uitgeschakeld in de groepsfase   |
| 1R      | uitgeschakeld in de eerste ronde |
| 2R      | uitgeschakeld in de tweede ronde |
| 3R      | uitgeschakeld in de derde ronde  |
| 4R      | uitgeschakeld in de vierde ronde |
| KF      | uitgeschakeld in de kwartfinale  |
| HF      | uitgeschakeld in de halve finale |
| F       | de finale verloren               |
| W       | het toernooi gewonnen            |
| w-v     | winst/verlies-balans             |

### Enkelspel
| Grandslamtoernooien   |      |     |      |      |      |        |
| Australian Open       | –    | –   | 1R   | –    | 1R   | 0-2    |
| Roland Garros         | –    | 1R  | 1R   | –    | 1R   | 0-2    |
| Wimbledon             | –    | –   | –    | –    | –    | 0-0    |
| US Open               | –    | –   | –    | –    | –    | 0-0    |
| Winst-verlies         | 0–0  | 0–1 | 0–2  | 0–0  | 0–2  | 0-5    |
| ATP World Tour Finals |      |     |      |      |      |        |
| ATP World Tour Finals | –    | –   | –    | –    | –    | 0-0    |
| ATP Masters 1000      |      |     |      |      |      |        |
| Indian Wells          | –    | –   | 1R   | 1R   | 1R   | 0-3    |
| Miami                 | –    | –   | –    | –    | –    | 0-0    |
| Monte Carlo           | –    | –   | –    | –    | –    | 0–0    |
| Rome                  | –    | –   | –    | –    | –    | 0-0    |
| Madrid                | 2R   | –   | –    | –    | –    | 1-1    |
| Montreal/Toronto      | –    | –   | –    | –    | –    | 0–0    |
| Cincinnati            | –    | –   | –    | –    | –    | 0-0    |
| Shanghai              | –    | –   | –    | –    | –    | 0–0    |
| Parijs                | –    | –   | –    | –    | –    | 0-0    |
| Olympische Spelen     |      |     |      |      |      |        |
| Olympische Spelen     | g.t. | –   | g.t. | g.t. | –    | 0-0    |
| Statistieken          |      |     |      |      |      |        |
| Totaal aantal titels  | 0    | 0   | 0    | 0    | 0    | 0      |
| Totaal winst-verlies  | 1-1  | 3-4 | 2-5  | 0-1  | 3-13 | 9-28   |
| Eindejaarsranking     | 147  | 171 | 195  | 209  | 356  | n.v.t. |

### Mannendubbelspel
| Grandslamtoernooien   |      |      |     |        |
| Australian Open       | –    | –    | 1R  | 0-1    |
| Roland Garros         | –    | –    | –   | 0-0    |
| Wimbledon             | –    | –    | –   | 0-0    |
| US Open               | –    | –    | –   | 0-0    |
| Winst-verlies         | 0–0  | 0–0  | 0–1 | 0-1    |
| ATP World Tour Finals |      |      |     |        |
| ATP World Tour Finals | –    | –    | –   | 0-0    |
| ATP Masters 1000      |      |      |     |        |
| Indian Wells          | –    | –    | –   | 0-0    |
| Miami                 | –    | –    | –   | 0-0    |
| Monte Carlo           | –    | –    | –   | 0–0    |
| Rome                  | –    | –    | –   | 0-0    |
| Madrid                | 2R   | 1R   | –   | 1-2    |
| Montreal/Toronto      | –    | –    | –   | 0–0    |
| Cincinnati            | –    | –    | –   | 0-0    |
| Shanghai              | –    | –    | –   | 0–0    |
| Parijs                | –    | –    | –   | 0-0    |
| Olympische Spelen     |      |      |     |        |
| Olympische Spelen     | g.t. | g.t. | –   | 0-0    |
| Statistieken          |      |      |     |        |
| Totaal aantal titels  | 0    | 0    | 0   | 0      |
| Totaal winst-verlies  | 1-3  | 0-2  | 0-4 | 6-14   |
| Eindejaarsranking     | 171  | 629  | /   | n.v.t. |